# Ley de reparación histórica para jubilados y pensionados
La ley 27.260 fue una ley promulgada durante la presidencia de Mauricio Macri que buscó cerrar los juicios que llevaban adelante jubilados por los reajustes de sus haberes. Según el FMI la ley comprometía la sostenibilidad del sistema previsional por lo que el déficit que alcanzaría el 2,25% del PBI para 2023 y el 5% para el año 2066. Desde su implementación en 2016, se iniciaron 32.058 acciones judiciales por parte de jubilados y pensionados contra el Estado, y en 2017 esa cifra llegó a 25.999 nuevos juicios. Análisis de especialistas admitieron que a 18 meses de la implementación menos del 10% de los jubilados con juicio iniciado aceptaron la oferta, con ofrecimientos muy bajos con relación al monto que surge de la demanda o de la sentencia. De cada 100 que la ANSeS debe pagar a los jubilados por sus juicios debido a la ley, terminó pagando 25.

## Alcance
Jubilados y pensionados que cobran haberes que entran en alguna de estas categorías:la ley  abarca a un grupo acotado de personas mayores. Siendo excluidos los que cobran el haber mínimo, los autónomos, aquellos que tienen regímenes especiales como los docentes primarios, secundarios y universitarios, jubilados del sector sanitario, las fuerzas de seguridad.
Con la ley y la posteriormente reforma provisional se le quitó a la seguridad social el 23% de recursos impositivos por coparticipación que servian para la financiación específica de la seguridad social.La ley impulsada por Cambiemos habilitaba al Poder Ejecutivo a tomar dinero del 
Fondo de Garantía de Sustentabilidad de la ANSeS sin pasar por el Congreso. Semanas después de aprobada la ley el gobierno macrista decidió tomar unos 32.000 millones de pesos y casi 176 millones de dólares del Banco Nación y del Fondo de Garantía de Sustentabilidad de la ANSeS para financiar al gobierno.

## Votación
El proyecto contó con oposición por parte de asociaciones de jubilados, ONGs, abogados previsionales y decena de bloques de diputados y senadores. En el recinto el senador Fernando Solanas, perteneciente al espacio «Proyecto Sur» expresó que: «su título sería únicamente un envoltorio que no contenía ninguna reparación a los jubilados». También indicó que: «esta estrategia buscaría engañar o confundir a la sociedad para favorecer con un blanqueo de capitales a ciertos grupos económicos, que habían depositado ilegalmente su dinero en paraísos fiscales y ahora se verían en problemas por escándalos de los Panamá Papers».

## Consecuencias
Tras un año de aplicada la ley los juicios contra el Estado se incrementaron, la ley alcanzó a menos del 37% de los beneficiados y el promedio de aumentos quedó muy por debajo de lo esperado; mientras que se esperaba un aumento del 45 por ciento los aumentos no superaban el 25 por ciento, perdiendo 20 puntos contra la inflación, que alcanzaba un interanual del 53,8%, la inflación más alta desde 1991 y la quinta más alta del mundo Menos del 5 por ciento de los jubilados con causas abiertas desistieron de iniciar juicios.

### Aumento de litigiosidad
A pesar de que el gobierno prometía terminar con los juicios contra el Estado mediante la ley, la cantidad de juicios, lejos de reducirse tuvo un fuerte incremento, sólo se llegó a algún tipo de acuerdo con el 5,08% del total de jubilados en juicio. Sin embargo, desde septiembre de 2016 hasta diciembre se abrieron 10.404 nuevas causas, más que las abiertas en el mismo período del año anterior. En 2016, se comenzaron 32.058 nuevas acciones judiciales de jubilados y pensionados contra el Estado, sumando 25.999 nuevas demandas al año siguiente.
De los 2,4 millones de beneficiarios que pronosticó el gobierno no alcanzaron los 700.000 y de esos sólo el 2% de los que iniciaron juicio por reajuste finalmente aceptaron la propuesta La mayoría de quienes adhirieron a la ley tuvieron un reajuste menor a 50 pesos

### Disminución de haberes y montos abonados
Según especialistas, a 18 meses de la implementación menos del 10% de los jubilados con juicio iniciado aceptaron la oferta, con ofrecimientos muy bajos con relación al monto que surge de la demanda o de la sentencia. De cada 100 pesos que la ANSeS debe pagar a los jubilados tras la ley terminó pagando solo 25 pesos. Si se analiza el período corrido desde septiembre de 2017 (última movilidad otorgada con la fórmula anterior) a mayo de 2019, el índice de precios al consumidor aumentó un 87%, mientras que la movilidad otorgada a los haberes previsionales fue del 44%. Resultando una pérdida del 30 por ciento del poder adquisitivo.

### Limitación de reclamos
Según estableció la ley quienes hayan iniciado juicio pero no cuenten con sentencia podrán cobrar hasta un máximo de 48 meses retroactivos, mitad al contado y mitad en cuotas. En estos casos, quienes tengan más de cuatro años de jubilados perderán la retroactividad de los haberes desde su ingreso al régimen.
La ley modificó el índice que se utiliza para calcular los haberes. Se paso de utilizar ISBIC (Índice de Salarios Básicos de la Industria y Construcción) al uso de Remuneración Imponible Promedio de los Trabajadores Estables (RIPTE) .Entre 1995 y febrero de 2009 el aumento del ISBIC fue del 435 % mientras el RIPTE subió un 178

### Fondo de sustentabilidad
la ley se financió a través de fondos quitados al Fondo de Garantía de Sustentabilidad (FGS) de la Administración Nacional de la Seguridad Social (Anses). Como consecuencia de la reforma, para agosto de 2018 el Fondo de Garantía de Sustentabilidad habría registrado una pérdida de 29 mil millones de dólares en un año, una caída patrimonial del 55 por ciento. Para agosto de 2018 el Fondo de Garantía de Sustentabilidad registró una pérdida de 29 mil millones de dólares en un año, representando una caída patrimonial del 55 por ciento. lo que trajo como consecuencia denuncia de irregularidades en el manejo del Fondo de Garantía de Sustentabilidad, fallas en la administración y control del dinero de los jubilados  y denuncian de defraudación y malversación agravada.
En octubre de 2019 se informó que el FGS, el fondo de jubilados y pensionados, había perdido el 70% de su valor pasando de u$s67 mil millones a unos u$s22 mil millones.
Diferentes analistas previsionales alertaron que la ley llevaría al desfinanciamiento de la ANSES, que aumentaría el déficit fiscal y llevaría a liquidación del Fondo de Garantía de Sustentabilidad de la Anses.
Meses después de aprobada la ley el fiscal de Primera Instancia de la Seguridad Social Gabriel de Vedia informó el avance de denuncia e imputación penal contra Luis Caputo porirregularidades en el manejo del Fondo de Garantía de Sustentabilidad de la ANSES. El fiscal Vedia declaró que había recibido presiones y amenazas por sectores cercanos al gobierno debido a sus investigaciones por el incremento del patrimonio del ministro y las irregularidades con los fondos.